# Joseph Edward Murray
Joseph Edward Murray (Milford, Massachusetts, 1919. április 1. – Boston, Massachusetts, 2012. november 26.) amerikai sebész, az első sikeres vesetranszplantáció végrehajtója. 1990-ben E. Donnall Thomas-szal közösen orvostudományi Nobel-díjban részesült "az emberi betegségek szerv- és sejttranszplantációval való kezeléséért".

## Tanulmányai
Joseph E. Murray 1919. április 1-én született a massachusettsi Milfordban. Apja az angol és ír származású William A. Murray bíró, anyja az olasz bevándorlóktól született Mary DePasquale tanárnő volt. Szülővárosában végezte az elemi és középiskolát, majd mivel gyerekkora óta sebész szeretett volna lenni, a College of the Holy Cross főiskola után 1940-től orvostudományt tanult a Harvard Egyetemen. 1943-ban diplomázott, majd kilenc hónapos, gyorsított klinikai gyakorlat után behívták a hadseregbe. A pennsylvaniai Valley Forge General Hospital plasztikai sebészeti osztályán várta, hogy átszállítsák Európába, a második világháború frontjaira, de a főorvosa megakadályozta, hogy átirányítsák a szorgalmas és tehetséges Murrayt. A kórházban elsősorban harctéri sebesülteket, főleg égési sérülteket kezeltek és Murray itt találkozott először a bőrátültetés és a kilökődés problémájával.

## Pályafutása
1947 novemberében Murray leszerelt a hadseregből és a bostoni Peter Bent Brigham Hospitalban befejezte rezidentúráját. Ezután rövid ideig New Yorkban tanult plasztikai sebészetet, majd 1951-ben szakorvosként visszatért bostoni kórházába. A kórház egy másik fiatal orvosával, E. Donnall Thomas-szal közösen végeztek szervtranszplantációs állatkísérleteket, 1954-ben pedig lehetősége nyílott addigi tapasztalatait a klinikumban is kamatoztatni. Egy egypetéjű ikerpár egyik tagját súlyos krónikus nefritisszel szállították a kórházba és testvére hajlandó volt neki adni egyik veséjét. Murray korábbi főorvosa már végzett sikeres bőrátültetési kísérletet egypetéjű ikreken, így miután egy pap véleményét is kikérte az esetleges erkölcsi problémákról, december 23-án elvégezte a műtétet. A beteg túlélte a transzplantációt, feleségül vette az egyik ápolónővérét és még nyolc évig élt. Murray ezután a szervátültetés specialistája lett, 1959-ben elvégezte az első olyan transzplantációt ahol a donor nem volt rokona a betegnek és részt vett olyan immunszupresszánsok kifejlesztésében, amelyekkel csökkenteni lehetett a kilökődés esélyét. 1965-re az idegen vesével történő átültetéseinek túlélési rátája 65%-lett. 1964-ben rekonstruálni tudta egy súlyos születési rendellenességgel, Moebius-szindrómával küzdő beteg arcát. 1971-től teljesen felhagyott a szervtranszplantációval és születési rendellenességben szenvedő, balesetben sérült vagy tumorműtét utáni betegek arcrekonstrukciós plasztikai sebészetével foglalkozott, egészen 1986-os visszavonulásáig. 1970 és 1986 között a sebészetet oktatott a Harvardon.
Joseph E. Murray a csonvelőtranszplantáció technikáját kidolgozó E. Donnall Thomas-szal közösen 1990-ben orvostudományi Nobel-díjat kapott. Murray tagja volt az Amerikai Tudományos Akadémiának és római katolikusként a Pápai Tudományos Akadémiának.   

## Családja
Joseph Murray egyetemi évei alatt ismerte meg Virginia Link klasszikus zenészt. 1945-ben házasodtak össze, hat gyermekük (Richard, J. Link, Thomas, Virginia, Margaret és Katherine Murray), valamint 11 unokájuk született. Murray lelkes sportember volt, a közép- és főiskolán futballozott, jéghokizott és baseballt játszott, később pedig családjával öt kontinensen tett hosszú gyalogtúrákat.
Joseph E. Murray 2012. november 26-án halt meg szívroham következtében, 93 éves korában.